# سورة تشوم
سورة تشوم هي قرية في مقاطعة سردشت، إيران. يقدر عدد سكانها بـ 121 نسمة بحسب إحصاء 2016.